# Arctoconopa australis
Arctoconopa australis är en tvåvingeart som beskrevs av Evgenyi Nikolayevich Savchenko 1982. Arctoconopa australis ingår i släktet Arctoconopa och familjen småharkrankar. Inga underarter finns listade i Catalogue of Life.